# Bev Bevan

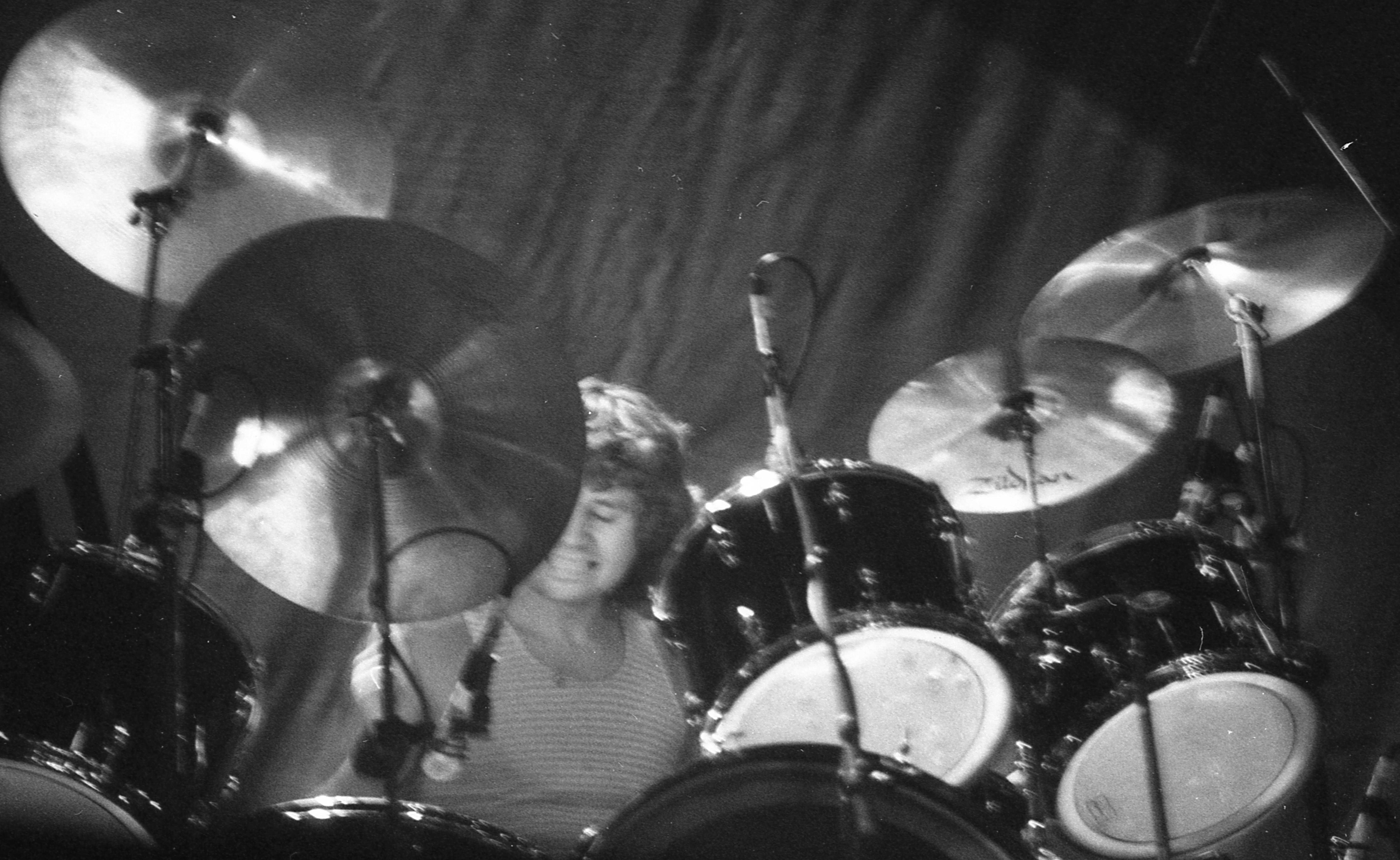
Bev Bevan, 1983

Beverley „Bev“ Bevan [ˈbɛv ˈbɛvən] (* 25. November 1944 in Birmingham) ist ein britischer Schlagzeuger.

## Leben
Bevan besuchte die Moseley Grammar School und begann seine Karriere in der Birminghamer Beatszene der 1960er Jahre. Er war zusammen mit Denny Laine Mitbegründer der Band Denny & The Diplomats und spielte danach zusammen mit Carl Wayne in der Band Carl Wayne and the Vikings. Ende 1965 gehörte er unter anderem neben Wayne und Roy Wood zu den Gründungsmitgliedern von The Move. 1970 trat Jeff Lynne der Band bei, die 1972 zugunsten des Projektes Electric Light Orchestra aufgelöst wurde. Wood verließ ELO bereits nach dem ersten Studioalbum. Neben Lynne war Bevan das einzige ständige Bandmitglied zwischen der Bandgründung 1970 und der Auflösung 1986, beide hielten jeweils die Bandrechte zur Hälfte, während alle anderen Musiker, mit Ausnahme Richard Tandys, bezahlte Angestellte waren.
Nach der Auflösung des ursprünglichen ELO und einem nachfolgenden Rechtsstreit gründete Bevan 1990 ELO Part II. Es entstanden zwei Alben, die kommerziell jedoch nicht sonderlich erfolgreich waren. Bis 1999 waren sie jedoch erfolgreich als Tourband unterwegs. Nachdem Bevan Ende 1999 die Band verlassen hatte, veräußerte er im darauf folgenden Jahr seinen 50-%-Anteil an Lynne. Im Jahre 2004 ließ er unter dem Namen Bev Bevan's Move seine alte Band wiederaufleben.
Daneben spielte er auch in verschiedenen anderen Formationen, z. B. zeitweilig bei Black Sabbath oder für den englischen Komiker Jasper Carrott (Funky Moped, 1975).